# Paragem de Nuzedo
A Paragem de Nuzedo é uma interface encerrada da Linha do Corgo, que servia a localidade de Nozedo, no concelho de Vila Pouca de Aguiar, em Portugal.

## História

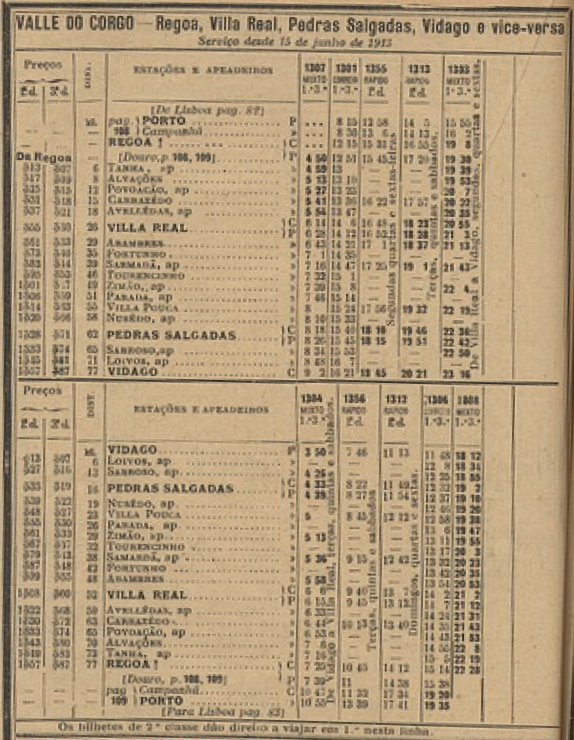
Horário da Linha da Corgo em 1913, onde Nuzedo surge com a categoria de apeadeiro.

No projecto para o troço entre o Ribeiro de Varges e a estação de Pedras Salgadas, aprovado por uma portaria de 14 de Setembro de 1905, estava planeada a instalação de um apeadeiro para servir as populações de Nuzedo, Sampaio e Vila Meã. O troço entre Vila Real e Pedras Salgadas foi inaugurado no dia 15 de Julho de 1907.
A circulação dos comboios entre Chaves e Vila Real foi encerrada em 2 de Janeiro de 1990, pela empresa Caminhos de Ferro Portugueses.